# Музей свердловини Дрейка
Музей і парк «Свердловина Дрейка» — це музей, який розповідає про започаткування американської нафтової промисловості в 1859 році «полковником» Едвіном Дрейком на берегах Ойл-Крік у містечку Черрітрі, округ Венанго, штат Пенсільванія, США. Музей збирає та зберігає відповідні артефакти. Реконструйована свердловина Дрейка демонструє перше практичне використання методів буріння соляних свердловин для видобутку нафти. Музей розташований у містечку Черрітрі, за 3 милі (4,8 км) на південь від Тітусвіля на дорозі Дрейк Велл Роуд, що проходить між трасами 8 і 27 штату Пенсильванія. Музей акредитований Американським альянсом музеїв.

## Послуги та особливості
Тут представлена реконструкція нафтової свердловини, пробуреної «полковником» Едвіном Дрейком, і діюче нафтопромислове обладнання. Музей містить експонати в приміщенні та на відкритому повітрі, а також бібліотеку з понад 2500 найменувань, понад 1 000 кубічних футів (28 м3) рукописного матеріалу та фотоколекція понад 10800 зображень. Програми включають осіннє шоу двигунів Gas-Up, весняну серію лекцій «Спадщина», екскурсії по школах «Спадщини» та шоу нітрогліцерину. Послуги для відвідувачів включають орієнтаційний фільм, екскурсії, музейний магазин тощо.
Найближчі пам'ятки — державний парк Ойл-Крік і залізниця Ойл-Крік і Тітусвілл.
Штат Пенсильванія витратив 8 мільйонів доларів США на реконструкцію музею. Нова постійна експозиція «У вашому житті щодня є крапля нафти та газу» містить понад 530 артефактів, багато історичних зображень та історій про народження та розвиток нафтогазової промисловості. Інтерактивні виставки включають дискусію між Джоном Д. Рокфеллером та Ідою Тарбелл, автором «Історії стандартної нафти».

## Адміністрація
Музеєм і парком Дрейк-Велл управляє Історико-музейна комісія Пенсільванії (PHMC) і Friends of Drake Well, Inc.   Раніше це був державний парк Пенсільванії, але його передали PHMC. 